# L'odore della notte (film)
L'odore della notte è un film del 1998 diretto da Claudio Caligari. È il secondo lungometraggio del regista a 15 anni dal suo esordio, parte di una ideale trilogia che si apre con Amore tossico e si chiude con Non essere cattivo.
Liberamente ispirato al romanzo Le notti di arancia meccanica di Dido Sacchettoni, fu uno dei due film italiani presentati fuori concorso alla 55ª Mostra internazionale d'arte cinematografica di Venezia.

## Trama
Nella Roma tra il 1979 e il 1983, un giovane borgataro, Remo Guerra, è poliziotto di giorno e di notte capo riconosciuto di una banda che toglie ai ricchi romani, con violenza e minacce, in nome di un riscatto sociale altrimenti irraggiungibile. La sua "anima proletaria", non paga dell'autorità conferitagli dal ruolo di tutore della legge, si ribella nel solo modo datogli dall'appartenenza al mondo delle borgate, ossia rubando. Nel vano tentativo di cambiare strada, con i suoi complici, aprirà un bar in periferia, ma anche questo episodio si rivelerà marginale, poiché egli sembra affidare il proprio destino alla sua definitiva cattura.

## Il libro
Il film si ispira al romanzo-verità del giornalista Dido Sacchettoni Le notti di arancia meccanica. Il libro ricostruisce le gesta di quella che, tra il 1979 e il 1983, fu celebre a Roma come "la banda dell'Arancia meccanica", un gruppo di delinquenti che irrompeva nelle case dei ricchi, malmenava e terrorizzava i presenti e fuggiva con ricchi bottini. Sacchettoni intervistò in carcere più volte il vero protagonista, Remo, per poterne ricavare un testo, duro ma sincero, della vita dell'estrema periferia romana a cavallo fra due decenni.

## Accoglienza

### Critica
Secondo il critico Maurizio Fantoni Minnella, «Caligari passa dal crudo realismo di Amore Tossico al registro grottesco, mescolando critica sociale ad accenti di pura imitazione della violenza, che provengono da un'intensa e ironica frequentazione del cinema di genere poliziesco e da un sarcasmo nei confronti della società del tempo dominata da un ottuso regime democristiano. Nell'inquadratura finale il protagonista spara in direzione della camera e del pubblico, quasi a sottolineare il carattere simbolico di una ribellione contro le false coscienze e i falsi realismi».
Roberto Nepoti su La Repubblica del 10 settembre 1998 scrive: «è un film controcorrente [...] sia rispetto al nostro cinema in generale, sia più in particolare, rispetto al genere in cui si inscrive. [...] è un film per buona parte riuscito, ma necessita di qualche istruzione per l'uso. Se non si coglie subito la coloritura ironica che Caligari ha voluto dare all'intera vicenda (a partire dalla voce narrante di Remo, che parla un linguaggio retorico con tutta l'enfasi dell'incolto), si può restarne spiazzati. Poi, che il regista italiano abbia voluto fare il contrario di un noir d'azione secondo le regole appare evidente: soprattutto nell'episodio in cui Little Tony fa un cameo come vittima di una rapina, ed è costretto a cantare Cuore matto, sotto la minaccia della pistola, o in quello dove Francesca d'Aloja impietosisce i feroci banditi. [...] Mastandrea, che in chiusura spara al pubblico come il pistolero della Grande rapina al treno di Porter, interpreta bene l'anarchismo e le vaghe motivazioni politiche del suo eroe negativo». Maurizio Cabona su Il Giornale, sempre del 10 settembre 1998, scrive che quello di Caligari fu il più spettacolare e comico, benché un giallo, dei due film italiani presentati alla Mostra del cinema di Venezia di quell'anno.
Secondo Alberto Crespi su L'Unità del tempo, «nel 1979, quando comincia la [...] storia, le borgate non sono più quelle di Pasolini: droga e violenza regnano, e Remo è un giovane poliziotto che ne ha viste troppe per credere nei sogni».

## Riconoscimenti
- 1999 – Nastro d'argento
  - Candidatura al migliore attore protagonista a Valerio Mastandrea
  - Candidatura al migliore attore non protagonista a Little Tony
  - Candidatura al miglior produttore

## Curiosità
- Il film ha due espliciti riferimenti al film di Martin Scorsese, Taxi Driver, con due scene analoghe. La prima quando il protagonista si allena a puntare e mirare con la pistola davanti allo specchio, la seconda quando con la gamba fa cadere volontariamente il televisore a terra.
- Durante la sequenza del furto in casa del presunto conoscitore della malavita, Remo Guerra gli dice :"Hai visto, non succede solo nei film, succede pure davvero". Da quel momento è possibile notare nel televisore alle spalle dell'aggredito la messa in onda del film The Great Train Robbery, rivoluzionaria pellicola statunitense del 1903, che tratta appunto di una rapina. A questo omaggio segue una vera e propria citazione nell'ultima inquadratura che precede i titoli di coda: Remo Guerra spara verso la macchina da presa, così come accade in The Great Train Robbery.
- È presente una auto-citazione del precedente film di Caligari Amore tossico, nel momento in cui, al ritorno da una delle rapine, Maurizio si ferma per vomitare sul ciglio della strada e viene poi seguito dal Rozzo. In Amore tossico questa scena veniva interpretata alla stessa maniera da Ciopper e Enzo.